# 华南菊头蝠
华南菊头蝠（学名：Rhinolophus huananus），一种分布于中国南方及越南北部的蝙蝠，隶属于菊头蝠科菊头蝠属。2009年有研究人员认为本种是清迈菊头蝠（Rhinolophus siamensis）的同物异名。2021年发布的《中国兽类名录（2021版）》也未收录本种。

## 形态特征
华南菊头蝠是一种小型菊头蝠，前臂长39.3～43.12毫米，颅全长16.17～16.86毫米。背毛毛基泛白，毛尖棕褐色或深棕色。腹毛毛基灰白色，毛尖为淡黄色或有棕色调，近似于苍白。翼膜黑褐色。